# Poolman (Film)
Poolman ist eine Mystery-Komödie von Chris Pine. Es handelt sich bei dem Film um das Regiedebüt des Schauspielers, der auch in der Titelrolle als Träumer und Möchtegern-Philosoph seine Tage damit verbringt, sich um den Pool einer Wohnanlage in Los Angeles zu kümmern. Die Weltpremiere von Poolman erfolgte im September 2023 beim Toronto International Film Festival. Der US-Kinostart erfolgte im Mai 2024.

## Handlung
Darren Barrenman lebt in einem Wohnwagen und ist ein Träumer und Möchtegern-Philosoph. Er verbringt seine Tage damit, sich um den Pool der Tahitian-Tiki-Wohnanlage im sonnigen Los Angeles zu kümmern. Jeden Morgen überprüft Darren die pH-Werte des Pools und reinigt ihn mit höchster Präzision. Weil sein Kampf für einen besseren Busfahrplan fehlgeschlagen ist, schreibt er seinem Idol Erin Brockovich regelmäßig Briefe.

## Produktion
Der Schauspieler Chris Pine gibt mit Poolman sein Regiedebüt und schrieb gemeinsam mit Ian Gotler auch das Drehbuch. Zudem übernahm Pine die Hauptrolle des Darren Barrenman. Danny DeVito und Annette Bening spielen seine Nachbarn Jack und Diane, sie ist auch Darrens Therapeutin. DeWanda Wise spielt June Del Rey und Jennifer Jason Leigh die mit Darren befreundete Pilates-Trainerin Susan. Ray Wise ist in der Rolle von Van Patterson zu sehen, der sich für den Anbau von Mandelbäumen an der Wasserversorgung von Los Angeles bedient. Stephen Tobolowsky spielt den Rabbiner, der als Stadtratspräsident tätig ist und heimlich als Drag-Queen in einem Cabaret auftritt.
Ende Juni 2022 wurde in der Chinatown von Los Angeles gedreht. Weitere Aufnahmen entstanden unter anderem an der Pferderennbahn Santa Anita und im Biltmore Hotel. Als Kameramann fungierte Matthew Jensen, der Poolman auf 35-mm-Film drehte. Er war bereits für die Filme Wonder Woman und Wonder Woman 1984 tätig, in denen Pine mitspielte.
Die Filmmusik komponierte Andrew Bird.
Die Weltpremiere erfolgte am 11. September 2023 beim Toronto International Film Festival. Im Oktober 2023 wurde er beim London Film Festival gezeigt. Der erste Trailer wurde Mitte März 2024 vorgestellt. Der US-Kinostart erfolgte am 10. Mai 2024.

## Rezeption
Die ersten Kritiken fielen überwiegend negativ aus.